# Armand Gaston Maximilien de Rohan de Soubise
Armand Gaston Maximilien de Rohan de Soubise (ur. 26 czerwca 1674 w Paryżu, zm. 19 lipca 1749 tamże) – francuski kardynał.

## Życiorys
Urodził się 26 czerwca 1674 roku w Paryżu, jako syn Franciszka de Rohan-Soubise i Anne de Rohan-Chabot. Studiował na Sorbonie, gdzie uzyskał doktorat z teologii, a następnie został kanonikiem kapituły w Strasburgu. 18 kwietnia 1701 roku został wybrany biskupem koadiutorem Strasburga i tytularnym arcybiskupem Tyberiady, a 26 czerwca przyjął sakrę. Dwa lata później został członkiem Akademii Francuskiej. W 1704 roku zsukcedował diecezję Strasburga. 18 maja 1712 roku został kreowany kardynałem prezbiterem i otrzymał kościół tytularny Santissima Trinità al Monte Pincio. Rok później został wielkim jałmużnikiem francuskim. W 1722 roku został członkiem Rady Regencyjnej, a trzy lata później pobłogosławił małżeństwo Ludwika XV i Marii Leszczyńskiej. Zmarł 19 lipca 1749 roku w Paryżu.